# Chorizéma

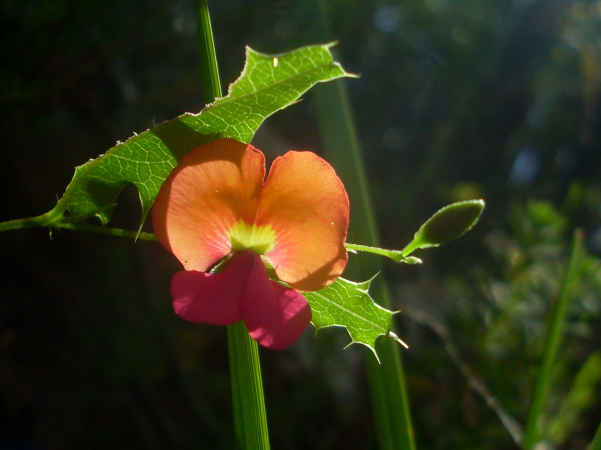
Detail květu Chorizema cordatum

Chorizéma (Chorizema) je rod rostlin z čeledi bobovité. Jsou to vesměs nápadně kvetoucí polokeře a keře, rozšířené v počtu 27 druhů zejména v západní Austrálii. Některé druhy jsou v Austrálii pěstovány jako okrasné rostliny.

## Popis
Chorizémy jsou polokeře a keře dorůstající výšky až 1 metr. Některé druhy jsou poléhavé. Listy jsou obvykle střídavé, jednoduché, celokrajné nebo s pichlavými ostny na okraji čepele. Palisty jsou drobné a štětinovité nebo chybějí. Květy jsou žluté, oranžové, růžové nebo červené, v řídkých a většinou vrcholových hroznech. Kalich je složen z 5 laloků, horní 2 bývají širší a srostlé. Pavéza je okrouhlá nebo ledvinitá, nehetnatá, delší než křídla a člunek. Křídla jsou podlouhlá a obvykle zahnutá. Člunek je kratší než křídla, přímý a tupý nebo se vzhůru zahnutou špičkou, často purpurově červený. Tyčinky jsou volné. Semeník je přisedlý nebo stopkatý, s mnoha vajíčky a krátkou zahnutou čnělkou nesoucí vrcholovou bliznu. Plody jsou vejcovité, zploštělé nebo nezploštělé, 0,4 až 1,7 cm dlouhé. Obsahují mnoho lesklých semen, která nejsou v plodu oddělena přehrádkami.

## Rozšíření
Rod chorizéma zahrnuje 27 druhů, vyskytujících se v Austrálii. Většina druhů roste v Západní Austrálii. Rostliny nejčastěji rostou v temperátních a suchých oblastech Austrálie v blízkosti vodních toků a na štěrkovitých pláních, zpravidla ve společnosti sklerofytních keřů, v eukalyptových lesích a podobně. Vyhledávají písčité, skeletovité půdy. Druh Chorizema parviflorum roste na mořském pobřeží východní Austrálie.

## Význam
V Austrálii je chorizéma nazývána ohnivý hrách (Flame Pea). Nápadně kvetoucí druhy jsou pěstovány jako okrasné rostliny. Jsou vytrvalé a dlouho kvetou a jsou proto vysazovány do ochranných pásů zeleně.